# Firebird Software
Firebird Software war einer der wichtigsten Publisher für Computerspiele in der zweiten Hälfte der 1980er-Jahre.

## Geschichte
1984 gründete die British Telecom, die zu dem Zeitpunkt staatliche britische Telekommunikationsgesellschaft, eine Tochterfirma namens Telecomsoft für das Verlegen von Software. Neben Anwendungssoftware und einem experimentellen Onlineservice war Spielesoftware eine der drei Sparten von Telecomsoft. Als Name für diesen Publisher wurde „Firefly Software“ gewählt. Nachdem erste Anzeigen, mit denen Hersteller von Computerspielen für eine Zusammenarbeit gesucht wurden, bereits veröffentlicht worden waren, stellte sich heraus, dass der Name bereits von einer anderen Firma registriert war. In einem Meeting schlug Marketingleiter James Leavey, der kurz zuvor die Musik von Igor Strawinskys Ballett Der Feuervogel gehört hatte, den Namen „Firebird Software“ vor, der angenommen wurde.
Im Gegensatz zu Mastertronic wurde bei Firebird Software zweigleisig gefahren: Es gab einmal das Billigspiellabel Firebird Silver Range, dessen Spiele wie bei Mastertronic auf Kassette zu einem Preis von £1,99 (9,95 DM in Deutschland) verkauft wurden. Zum anderen gab es aber auch Vollpreisspiele, welche unter dem Label Firebird Gold verkauft wurden.
Später wurde Firebird Silver Range zu Silverbird, und ein neues Label namens Rainbird Software wurde ins Leben gerufen. Dieses sollte ursprünglich Bluebird heißen, jedoch war dieser Name schon von einer anderen Firma reserviert. Das Logo von Rainbird ist aber dennoch ein blauer Vogel.

### Ludografie (Auszug)
| Name                          | Erscheinungsjahr | Genre                 |
| ----------------------------- | ---------------- | --------------------- |
| BMX Kidz                      | 1987             | Rennspiel             |
| Bubble Bobble                 | 1986             | Platformer            |
| Chimera                       | 1985             | Action-Adventure      |
| Don't Buy This                | 1985             | Computerspielsammlung |
| Elite                         | 1985             | Simulation            |
| Seabase Delta                 | 1986             | Textadventure         |
| Imagination                   | 1987             | Textadventure         |
| Star Trek: The Rebel Universe | 1987             | Adventure, Simulation |
| IO                            | 1988             | Shoot 'em Up          |
| The Sentinel                  | 1986             | Puzzle                |
| Thrust                        | 1986             | Action                |
| Underwurlde                   | 1985             | Jump ’n’ Run          |
| War Hawk                      | 1986             | Shoot 'em Up          |